# Pipreola
Genre
Pipreola est un genre d’oiseau de la famille des Cotingidae. Il regroupe 11 espèces de cotingas.

## Liste d'espèces
Selon la classification de référence du Congrès ornithologique international (version 2.11, 2012), Catalogue of Life (12 juil. 2012) et ITIS (12 juil. 2012) :
- Pipreola arcuata (Lafresnaye, 1843)
- Pipreola aureopectus (Lafresnaye, 1843)
- Pipreola chlorolepidota Swainson, 1838
- Pipreola formosa (Hartlaub, 1849)
- Pipreola frontalis (P. L. Sclater, 1859)
- Pipreola intermedia Taczanowski, 1884
- Pipreola jucunda P. L. Sclater, 1860
- Pipreola lubomirskii Taczanowski, 1879
- Pipreola pulchra (Hellmayr, 1917)
- Pipreola riefferii (Boissonneau, 1840)
- Pipreola whitelyi Salvin & Godman, 1884